# Gabino Sosa (futbolista)
Gabino Sosa (Rosario, Argentina, 4 de octubre de 1899 - Ibidem, 2 de marzo de 1971) fue un futbolista argentino, muy destacado en la historia del Club Atlético Central Córdoba y muy reconocido por los años veinte y treinta por su capacidad, habilidad y destreza para el fútbol.

## Biografía

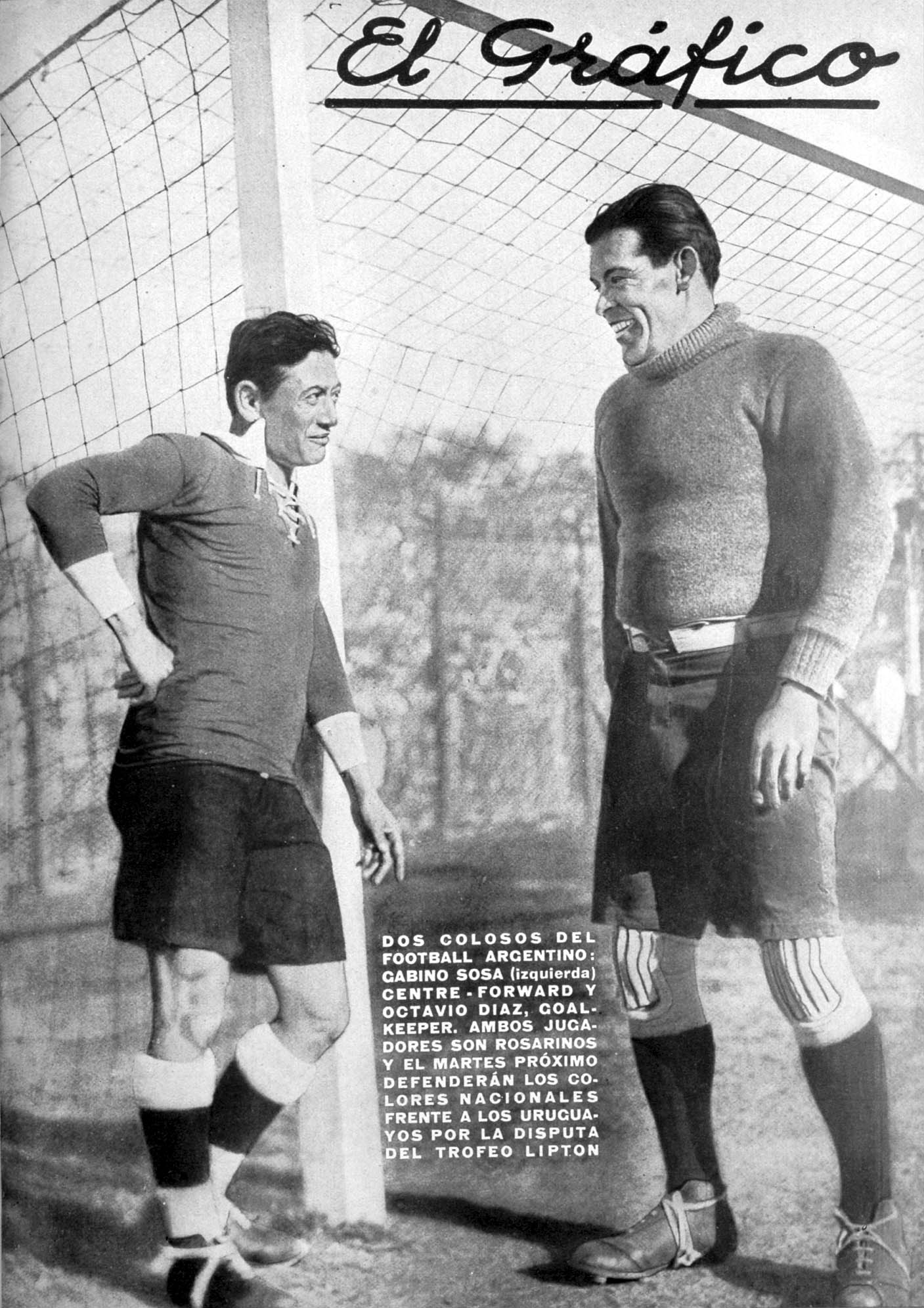
Gabino Sosa y Octavio Díaz en 1927.

Jugó 24 años vistiendo la camiseta charrúa, el único caso. Siendo jugador de Central Córdoba integró en 14 oportunidades la Selección Nacional, conquistando con ella 6 goles, cuatro de ellos en un mismo partido en Santiago de Chile (Copa América) el 20 de octubre de 1926, cuando Argentina derrotó a Paraguay por 8 a 0.
Integró el combinado rosarino en muchísimas oportunidades, siendo campeón en cuatro ocasiones con Central Córdoba en los campeonatos de la Asociación Rosarina de Fútbol. Integró el equipo que ganó la Copa Nacional Copa Beccar Varela de 1934, ganándole a Racing la final.
El profesionalismo, instaurado en 1931, lo encontró cuando ya llevaba más de 15 años jugando en Primera y aunque fue codiciado para jugar en otros clubes, nunca quiso dejar el barrio de Tablada y a la hora de firmar su primer contrato profesional Gabino recibió sólo $400 y una muñeca de juguete, cuyo destino fue su hija Laruncha.
Con los charrúas ganó el Torneo Gobernador Luciano Molinas (Primera división profesional rosarina) en 1932 y en 1936.
Desde el 7 de noviembre de 1969, el estadio de Central Córdoba se denomina "Estadio Gabino Sosa". El Negro Sosa murió el 3 de marzo de 1971.

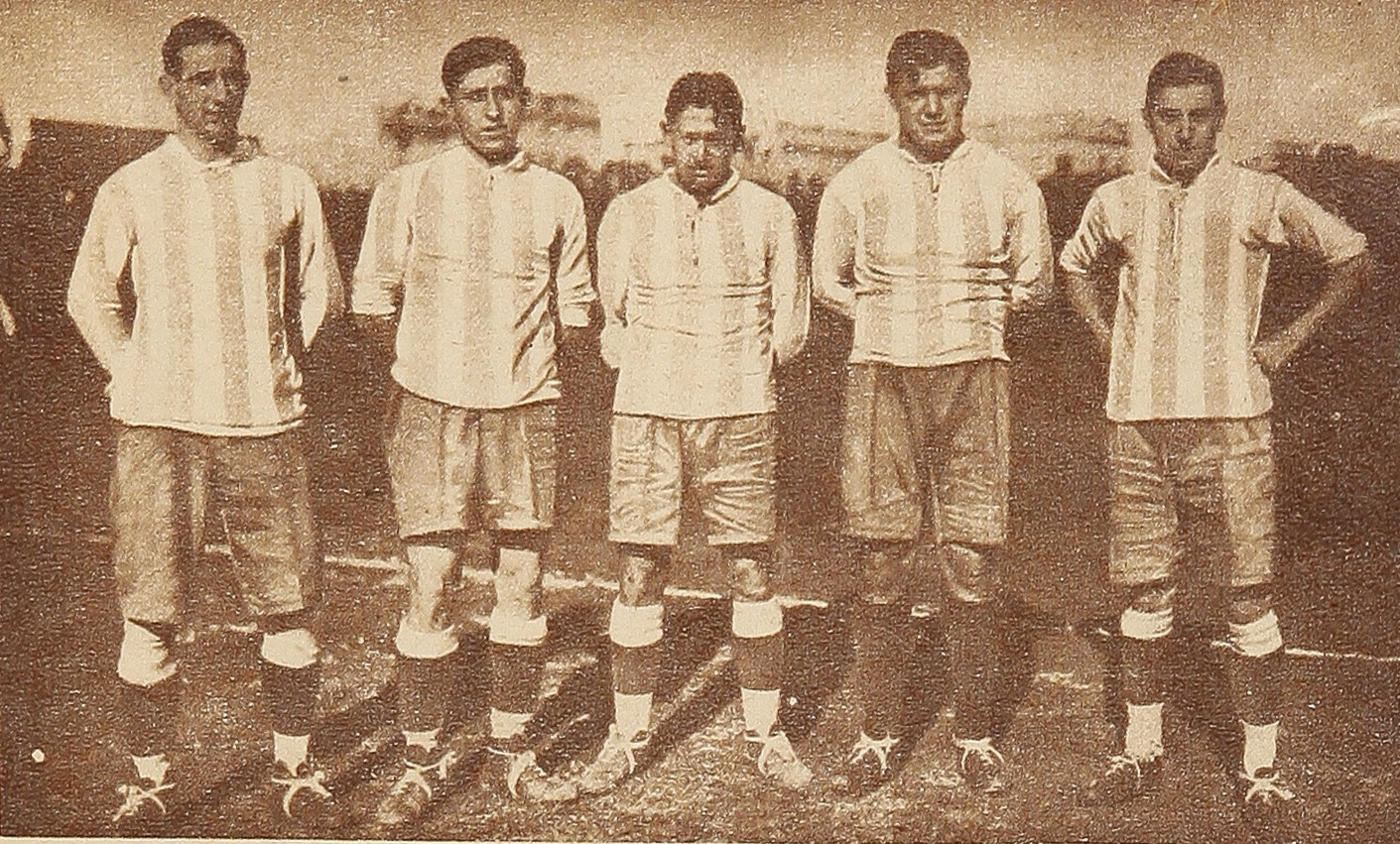
Delantera de la Selección Argentina. De izquierda a derecha: Carricaberry, Penella, Sosa, Seoane y Orsi.

## Palmarés

### Torneos regionales oficiales
- Torneo Gobernador Luciano Molinas (2): 1932 y 1936 (con Central Córdoba)

- Torneo Preparación (2): 1931 y 1934 (con Central Córdoba)

### Torneos nacionales oficiales
- Copa Beccar Varela (1): 1933

### Torneos internacionales oficiales
- Copa América (1): Campeonato Sudamericano 1921, con la Selección de fútbol de Argentina.[2]